# NGC 6799
NGC 6799 é uma galáxia elíptica (E-S0) localizada na direcção da constelação de Telescopium. Possui uma declinação de -55° 54' 28" e uma ascensão recta de 19 horas, 32 minutos e 16,7 segundos.
A galáxia NGC 6799 foi descoberta em 9 de Julho de 1834 por John Herschel.